# ائتلاف الوطنية
ائتلاف الوطنية هو تحالف سياسي في العراق، شكل في ديسمبر 2012 بزعامة إياد علاوي حول حكومة مدنية وطنية.

## الخلفية
رئيس ائتلاف الوطنية وزعيمه هو السياسي إياد علاوي، أمين عام للحركة الوفاق الوطني العراقي منذ 1993 واشترك في معظم مؤتمرات المعارضة في الخارج. اختارته سلطة الائتلاف المؤقتة عضًوا في مجلس الحكم العراقي، وأصبح أحد رؤسائه الدوريين، بعدها اختير رئيسًا للحكومة العراقية المؤقتة التي تولت الإعداد للانتخابات العامة في مطلع 2005. ثم تزعم تحالف القائمة العراقية لخوض انتخابات عام 2004. أعلن تأسيس كيان جديد باسم الكتلة العراقية الوطنية في 29 أكتوبر 2005 التي ضمن عددًا من الأحزاب ذات التوجه العلماني وضمت بالإضافة إلى الوفاق الوطني كل من الحزب الشيوعي العراقي والمستقلين الديمقراطيين بزعامة عدنان الباجه جي. حصلت على 38 مقعدًا في انتخابات 30 يناير 2005 وفي الانتخابات التالية أواخر العام نفسه لم تحصل قائمته العراقية الوطنية سوى على 25 معقدًا، فقاد علاوي موجة الاحتجاجات بعدما شكل جبهة مرام التي تضم المعترضين على نتائج الانتخابات متهمًا حكومة إبراهيم الجعفري بالتزوير لصالحها. وفي انتخابات عام 2010 أسس تحالفًا واسعًا ضم شخصيات بارزة بينهم طارق الهاشمي وأسامة النجيفي ونجح في أن يتقدم على منافسيه في تلك الانتخابات إلا أنه لم يتمكن من تشكيل الحكومة، فقعد اتفاقاً مع ائتلاف دولة القاون الذي يتزعمه رئيس الوزراء نوري المالكي وقبل بمنصب رئيس مجلس السياسات الخارجية الذي لم ير النور.

شكّل ائتلاف الوطنية في ديسمبر 2012. في 4 مايو 2016، دعا إلى تشكيل حكومة إنقاذ وطني مؤقتة لا يزيد عمرها عن 18 شهرا وحل مفوضية الانتخابات وتشكيل أخرى من قانونيين وخبراء وتشريع قانون جديد للانتخابات.

## المشاركات
شارك ائتلاف الوطنية في كل من الانتخابات التشريعية العراقية 2014 و2018 في جميع المحافظات العراقية وانضم أكثر من 30 كتلة وتيار إليه.

شكلت الأحزاب التالية ائتلاف الانتخابات التشريعية 2014:
- الوفاق الوطني العراقي، بزعامة اياد علاوي
- بناة العراق، بقيادة عبد الذياب جازة
- حركة السلام والتنمية / الحزم، بقيادة عبد الكريم علي ياسين خلف
- تجمع نداء الحرية، بقيادة شعلان عبد الجبار علي الكريم
- تجمع الوحدة العراقية، بقيادة بهاء ناصر حسين سلمان
- مجلس العموم الوطني العراقي، بقيادة حسن خضرالر عباس شويند
- الولاء للقاء الوطن، بقيادة وسام سامي عبد الله سليمان البيات
- حركة الحوار والتغيير، بقيادة حميد عبيد مطلق عمر
- حركة الصقور العراقية، بقيادة دمر حميد احمد محمود
- جبهة التحرير والبناء، بقيادة ضامن عيوي مطلق خلف
- حزب التقدم الايزيدي، بقيادة وعد حميد متو سابو
- الهلال، بقيادة وهاب شاكر محمود عبود
- التجمع الجمهوري العراقي، بقيادة هاشم جعفر يحيى هاشم الحبوبي
- قائمة القرار الوطني، بقيادة صباح عبد الرسول عبد الرضا راشد التميمي
- حركة العدل والإصلاح العراقية، بقيادة عبد الله حميد عجيل الياور.

### مجلس النواب العراقي
| مجلس النواب  |                        |                        |                        |     |            |
| سنة الانتخاب | # عن الأصوات الإجمالية | % عن الأصوات الإجمالية | # عن المقاعد الإجمالية | +/– | زعيم       |
| 2014         | (#6)                   |                        | 21 / 328               | –   | أياد علاوي |
| 2018         | (#5)                   |                        | 21 / 328               | –   |            |

### مجالس المحافظات
| مجالس المحافظات |                        |                        |                        |     |            |
| سنة الانتخاب    | # عن الأصوات الإجمالية | % عن الأصوات الإجمالية | # عن المقاعد الإجمالية | +/– | زعيم       |
| 2013            | 298,198 (#7)           | 4.13                   | 16 / 601               | –   | أياد علاوي |